# Memòria de registres

Un 64 GiB DDR5 -4800 ECC 1.1 DIMM registrat V (RDIMM)

La memòria de registres (també anomenada memòria intermèdia) és la memòria de l'ordinador que té un registre entre els mòduls DRAM i el controlador de memòria del sistema. Un mòdul de memòria registrat posa menys càrrega elèctrica en un controlador de memòria que un no registrat. La memòria registrada permet que un sistema informàtic es mantingui estable amb més mòduls de memòria dels que tindria d'una altra manera.

Exemple d'un DIMM no registrat (UDIMM)

Quan es compara la memòria convencional amb la memòria registrada, la memòria convencional se sol denominar memòria sense memòria intermèdia o memòria no registrada. Quan la memòria registrada es fabrica com a mòdul de memòria en línia dual (DIMM), s'anomena RDIMM. De la mateixa manera, un DIMM no registrat s'anomena UDIMM o simplement "DIMM".
La memòria registrada és sovint més cara a causa dels circuits addicionals necessaris i del menor nombre d'unitats venudes, de manera que normalment només es troba en aplicacions on la necessitat d'escalabilitat i robustesa supera la necessitat d'un preu baix. – per exemple, la memòria registrada s'utilitza normalment als servidors.
Tot i que la majoria dels mòduls de memòria registrada també inclouen memòria de codi de correcció d'errors (ECC), també és possible que els mòduls de memòria registrada no corregin errors o viceversa. La memòria ECC no registrada s'admet i s'utilitza en estacions de treball o plaques base de servidor d'entrada que no admeten quantitats molt grans de memòria.

## Rendiment
Normalment, hi ha una penalització de rendiment per utilitzar la memòria registrada. Cada lectura o escriptura s'emmagatzema durant un cicle entre el bus de memòria i la DRAM, de manera que es pot pensar que la RAM registrada executa un cicle de rellotge darrere de la DRAM no registrada equivalent. Amb SDRAM, això només s'aplica al primer cicle d'una ràfega.
Tanmateix, aquesta penalització de rendiment no és universal. Hi ha molts altres factors implicats en la velocitat d'accés a la memòria. Per exemple, la sèrie de processadors Intel Westmere 5600 accedeix a la memòria mitjançant l'entrellaçat, on l'accés a la memòria es distribueix en tres canals. Si s'utilitzen dos DIMM de memòria per canal, hi ha una reducció de l'amplada de banda de memòria màxima per a aquesta configuració amb UDIMM en un 5% en comparació amb RDIMM.

## Compatibilitat
Normalment, la placa base ha de coincidir amb el tipus de memòria; com a resultat, la memòria registrada no funcionarà en una placa base no dissenyada per a això, i viceversa. Algunes plaques base de PC accepten o requereixen memòria registrada, però els mòduls de memòria registrats i no registrats no es poden barrejar. Hi ha molta confusió entre la memòria registrada i la memòria ECC ; Es pensa àmpliament que la memòria ECC (que pot estar registrada o no) no funcionarà en absolut en una placa base sense suport ECC, ni tan sols sense proporcionar la funcionalitat ECC, encara que els problemes de compatibilitat sorgeixen realment quan s'intenta utilitzar la memòria registrada (que sovint admet ECC i es descriu com a RAM ECC) en una placa base de PC que no la suporta.

## Tipus de memòria amb buffer
Els mòduls DIMM sense memòria intermèdia (CUDIMM) inclouen un buffer al bus de rellotge.

Comparació: memòria registrada (R-DIMM) i DIMM de càrrega reduïda (LR-DIMM)

Els mòduls DIMM registrats (en memòria intermèdia) (R-DIMM o RDIMM) insereixen un buffer entre els pins dels busos d'ordres i d'adreces del DIMM i els xips de memòria. Un DIMM d'alta capacitat pot tenir nombrosos xips de memòria, cadascun dels quals ha de rebre l'adreça de memòria, i la seva capacitat d'entrada combinada limita la velocitat a la qual pot funcionar el bus de memòria. En redistribuir els senyals d'ordres i adreces dins del R-DIMM, això permet connectar més xips al bus de memòria. El cost és augmentar la latència de memòria, com a resultat d'un cicle de rellotge addicional necessari perquè l'adreça travessi el buffer addicional. Els primers mòduls de RAM registrats eren físicament incompatibles amb els mòduls de RAM no registrats, però les dues variants de SDRAM R-DIMM són intercanviables mecànicament i algunes plaques base poden admetre ambdós tipus.
Els mòduls DIMM de càrrega reduïda (LR-DIMM o LRDIMM) són similars als R-DIMM, però també afegeixen un buffer a les línies de dades. En altres paraules, els LR-DIMM emmagatzemen les línies de control i de dades alhora que mantenen la naturalesa paral·lela de tots els senyals. Com a resultat, els LR-DIMM proporcionen grans capacitats de memòria màximes generals, alhora que eviten els problemes de rendiment i consum d'energia dels FB-DIMM, induïts per la conversió necessària entre formes de senyal en sèrie i paral·lel.
Els mòduls DIMM totalment buffered (FB-DIMM) augmenten encara més la capacitat màxima de memòria en sistemes grans, utilitzant un xip de memòria intermèdia més complex per traduir entre el bus ampli dels xips SDRAM estàndard i un bus de memòria sèrie estret i d'alta velocitat. En altres paraules, tots els controls, adreces i transferències de dades als FB-DIMM es realitzen de manera sèrie, mentre que la lògica addicional present a cada FB-DIMM transforma les entrades en sèrie en senyals paral·lels necessaris per conduir xips de memòria. En reduir el nombre de pins necessaris per bus de memòria, les CPU podrien suportar més busos de memòria, permetent una amplada de banda i una capacitat de memòria més grans. Malauradament, la traducció va augmentar encara més la latència de la memòria i els complexos xips de memòria intermèdia d'alta velocitat utilitzaven una potència significativa i generaven molta calor.
Tant els FB-DIMM com els LR-DIMM estan dissenyats principalment per minimitzar la càrrega que un mòdul de memòria presenta al bus de memòria. No són compatibles amb R-DIMM, i les plaques base que els requereixen normalment no accepten cap altre tipus de mòduls de memòria.